# Bradley Dack
Bradley Paul Dack (* 31. Dezember 1993 in Greenwich) ist ein englischer Fußballspieler. Der offensive Mittelfeldspieler steht seit Juli 2023 beim Zweitligisten AFC Sunderland unter Vertrag.

## Karriere

### FC Gillingham
Der in Greenwich geborene Bradley Dack besuchte die Beths Grammar School in Bexley und begann im Jahr 2005 in der Jugendabteilung von Charlton Athletic mit dem Fußballspielen. Dort wurde er mit 14 Jahren freigegeben und anschließend schloss er sich der Jugendabteilung des Amateurvereins Corinthian FC an. Wenig später wechselte er in den Nachwuchs des FC Gillingham, wo er im Mai 2012 mit seinem ersten professionellen Vertrag ausgestattet wurde. Im Sommer desselben Jahres nahm er an der Vorbereitung zur Saison 2012/13 teil und beeindruckte den Cheftrainer Martin Allen dabei, so dass dieser ihn in die erste Mannschaft beförderte. Am 14. August 2012 debütierte er beim 2:1-Ligapokalsieg gegen Bristol City für die Gills, als er in der 65. Spielminute für Ben Strevens eingewechselt wurde. Nur vier Tage später gab er beim 3:1-Heimsieg gegen Bradford City sein Debüt in der vierthöchsten englischen Spielklasse, als er in der Schlussphase das Spielfeld betrat. Am 4. September 2012 traf er bei der 2:3-Pokalniederlage gegen Crawley Town erstmals erfolgreich ins gegnerische Tor. Am nächsten Tag unterzeichnete er einen neuen Dreijahresvertrag. In den nächsten Monaten kam er sporadisch zum Einsatz.
Am 3. Januar 2013 wechselte er auf Leihbasis für einen Monat zum Fünftligisten Braintree Town. Sein Debüt gab er zwei Tage später (27. Spieltag) beim 4:1-Auswärtssieg gegen den FC Tamworth, als er in der Schlussphase für James Mulley eingewechselt wurde. In seinem vierten und letzten Einsatz beim 4:2-Auswärtssieg gegen Nuneaton Town am 26. Januar 2013 (31. Spieltag) traf er erstmals. Nach seiner Rückkehr zum FC Gillingham kam er regelmäßig zum Zug und wirkte wesentlich im Kampf um den Aufstieg in die Football League One mit. Am 16. März 2013 (29. Spieltag) gelang ihm beim 1:1 gegen den FC Morecambe sein erstes Ligator. Er absolvierte in dieser Spielzeit 16 Ligaspiele für Gillingham und gewann mit der Mannschaft die Meisterschaft. In der nächsten Saison 2013/14 kam er vorerst nur sporadisch zum Einsatz, drang aber im Dezember 2013 in die Startformation vom neuen Cheftrainer Peter Taylor vor. Eine besondere Leistung gelang ihm am 1. Februar 2014 (30. Spieltag) beim 3:2-Heimsieg gegen den FC Port Vale, in dem er alle drei Tore seiner Mannschaft vorbereiten konnte. Am 16. April 2014 unterschrieb Dack einen neuen Vierjahresvertrag bei den Gills. Er bestritt in dieser Spielzeit 28 Ligaspiele, in denen er drei Treffer erzielte und sechs weitere Tore vorbereitete. Mit dem FC Gillingham entkam er als Siebzehnter in der Abschlusstabelle dem Abstieg. Nachdem ihm in der Hinrunde der Saison 2014/15 zwei Tore und eine Vorlage gelungen waren und er mit dem Verein in den Abstiegskampf geraten war, verbesserte er seine Quote in der Rückrunde merklich. Bis Saisonende machte er in 42 Ligaeinsätzen neun Tore und acht Vorlagen und wurde vereinsintern zum besten jungen Spieler der Saison sowie zum Spieler der Saison der Spieler gewählt.
Am 22. August 2015 (4. Spieltag) erzielte Dack beim 2:0-Heimsieg gegen Wigan Athletic erstmals einen Doppelpack in einem Pflichtspiel. In dieser Saison 2015/16 avancierte er zum Top-Scorer und auch endgültig zum besten Offensivspieler der Mannschaft, welche in dieser Spielzeit um den Aufstieg mitkämpfte. Nach einer einmonatigen Verletzungspause im Frühjahr 2015 kamen er und seine Mannschaft jedoch nicht mehr in Fahrt und rutschten im Zielendspurt nach einer Sieglosserie noch aus den Aufstiegs-Playoff-Rängen. Zu einer dennoch starken Saison trug er mit 13 Toren und zehn Vorlagen in 40 Ligaeinsätzen wesentlich bei. Seine individuellen Leistungen wurden im Anschluss an die Spielzeit mit der Auszeichnung zum League One Player of the Season und einer Nennung ins PFA League One Team of the Year dementsprechend gewürdigt. Weiters räumte er auch bei der vereinsinternen Preiszeremonie ab und wurde mit fünf Awards ausgezeichnet. In der folgenden Saison 2016/17 konnte er seine hervorragende Quote der vorigen Spielzeit nicht beibehalten und sammelte in 34 Ligaeinsätzen fünf Tore und sieben Vorlagen. Dennoch gewann er zum dritten Mal in Folge die Auszeichnung zu Gillinghams jungen Spieler der Saison.
Insgesamt absolvierte Bradley Dack für den FC Gillingham in fünf Saisons 185 Pflichtspiele, in denen ihm 38 Tore und 34 Vorlagen gelangen.

### Blackburn Rovers
Am 27. Juni 2017 wechselte Bradley Dack zum aufstiegsambitionierten Ligakonkurrenten Blackburn Rovers, wo er zum 1. Juli 2017 einen Dreijahresvertrag antrat. Sein Debüt bestritt er am 5. August 2017 (1. Spieltag) bei der 1:2-Auswärtsniederlage gegen Southend United. Sein erster Treffer gelang ihm am 23. September (9. Spieltag) beim 1:1-Unentschieden gegen Shrewsbury Town. In den nächsten Ligaspielen festigte er seinen Stammplatz und beförderte seine Mannschaft mit guten Leistungen in die Aufstiegsränge. Mit 18 Toren und neun Vorlagen in 42 Ligaeinsätzen galt Dack als eine wichtige Stütze der Mannschaft, welcher als Tabellenzweiter die erfolgreiche Rückkehr in die EFL Championship gelang. Am Ende der Saison 2017/18 erhielt er zum zweiten Mal in seiner Karriere die Auszeichnung zum League One Player of the Season.
Am 20. Juli 2018 unterzeichnete er einen neuen Dreijahresvertrag bei Blackburn. Auch eine Ligastufe höher konnte Dack in der Spielzeit 2018/19 seine starken Leistungen aus der Vorsaison wiederholen. Allen Anfang setzte dabei aber eine hervorragende Leistung in der ersten Runde des EFL Cups, in der er beim 5:1-Sieg gegen den unterklassigeren Verein Carlisle United zwei Tore erzielte und die zwei weiteren Tore seiner Mannschaft vorbereitete. In der Liga bestritt er 42 Spiele, in denen er 15 Tore erzielte und sieben weitere vorbereitete. In der nächsten Saison 2019/20 traf er regelmäßig, zog sich jedoch am 23. Dezember 2019 (23. Spieltag) beim 0:0-Unentschieden gegen Wigan Athletic einen Kreuzbandriss zu, der ihn für Monate außer Gefecht setzte.

## Erfolge

### Verein
FC Gillingham
- Football League Two: 2012/13

Blackburn Rovers
- Aufstieg in die EFL Championship: 2017/18

### Individuelle Auszeichnungen
- PFA Team of the Year: 2015/16 League One, 2017/18 League One
- EFL Player of the Year: 2015/16 League One, 2017/18 League One
- FC Gillingham Player of the Season: 2015/16
- Blackburn Rovers Player of the Season: 2017–18